# Brosund
Brosund är en bebyggelse vid sydöstra stranden av Tisnaren i Skedevi socken i Finspångs kommun. Från 2015 avgränsar SCB här en småort.